# Fronte di Liberazione Afar
Il Fronte di Liberazione Afar o in sigla ALF è stato un partito politico etiope fondato nel 1975 per rappresentare la minoranza del popolo Afar.
La bandiera ufficiale è un tricolore orizzontale blu, bianco e verde con una stella rossa al centro.
Nel 1999 è confluito, insieme al Fronte di Unità Democratica Rivoluzionaria Afar e ad altre formazioni minori, nel Partito Democratico Nazionale Afar.

## Storia
Nel giugno 1975 i Derg tentano di arrestare il sultano Afar Ras Alimirah Hanfadhe e portà a una battaglia presso Asayita, dove viveva il ras, il quale lasciò sia i soldati Derg che i lealisti Afar uccisi o feriti, e inviò il sultano e suo figlio in fuga dall'Etiopia. Con la loro partenza gli Afar si ribellarono, bruciarono la piantagione Tendaho e uccisero molti non-Afar nell'area intorno a Asayita, bloccarono l'autostrada che collegava il porto del Mar Rosso di Assab con il resto del paese fermando l'economia etiope.
La benzina fu razionato nella capitale, Addis Abeba per la prima volta.
I derg risposero devastando Asayita e massacrando innocenti e colpevoli Afar indiscriminatamente. Intanto Il Ras Alimirah e il figlio mandarono un certo numero di studenti in Somalia per l'allenamento nella guerriglia. Costoro diventarono il cuore del Fronte di Liberazione Afar.